# Alger
Alger (àrab: الجزائر, al-Jazāʾir, literalment ‘les Illes'; amazic cabilenc: Lezzayer), antigament Icosium, és la capital i la ciutat més gran d'Algèria. D'acord amb el cens de l'any 1998, la població de la ciutat era d'1.519.570 habitants (anomenats algerins), tot i que la seva àrea metropolitana arribava als 2.135.630. Anomenada també al-Bahja (البهجة, al-Bahja) o «Alger la Blanca» pel color blanc dels seus edificis, està situada al nord-oest d'Àfrica, concretament al litoral de la mar Mediterrània, i disposa del port més important de la zona.
Alger ha crescut molt en els darrers anys, si bé conserva l'encant de la ciutat vella. De fet, l'antiga ciutadella o casbah ha estat considerada Patrimoni de la Humanitat per la UNESCO des del 1992.

## Noms
El nom de la ciutat en català deriva del nom en àrab al-Jazàïr (الجزائر, al-Jazāʾir), literalment ‘les Illes'. Aquest nom fa referència a les quatre antigues illes que es trobaven a la costa de la ciutat abans de passar a formar part del continent el 1525. Al-Jazàïr és, en si mateix, una forma truncada del nom més antic de la ciutat, que seria Jazàïr Bani Mazghanna (جزائر بني مزغانة, Jazāʾir Banī Mazḡanna ), ‘illes dels Banu Mazghanna’, utilitzat per geògrafs medievals com Muhàmmad al-Idrissí o Yaqut al-Hamawí. El nom li va ser donat per Bulugguín ibn Ziri després que va fundar la ciutat sobre les ruïnes de l'antiga ciutat fenícia d’Icosium l'any 950. Durant el domini otomà, el nom de la capital es va estendre al rerepaís, fins al punt que en àrab Algèria es diu també al-Jazàïr. En català, tanmateix, es distingeix entre la capital, Alger, i el país, Algèria, mot creat pels francesos durant la colonització per referir-se al conjunt del país.
A l'antiguitat clàssica, els antics grecs coneixien la ciutat com Ikósion (grec antic: Ἰκόσιον), que va ser llatinitzat com a Icosium sota el domini romà. Els grecs explicaven que el nom provenia del terme grec per a vint (εἴκοσι, eíkosi), suposadament perquè hauria estat fundada per vint companys d’Hèrcules quan aquest va visitar les muntanyes de l'Atles arran dels seus treballs.
Alger també es coneix com «el-Behdja» (البهجة, al-Bahja, ‘la Joiosa’) i com «Alger la Blanca» (francès: Alger la Blanche), pels seus edificis emblanquinats.

## Geografia

### Districtes d'Alger

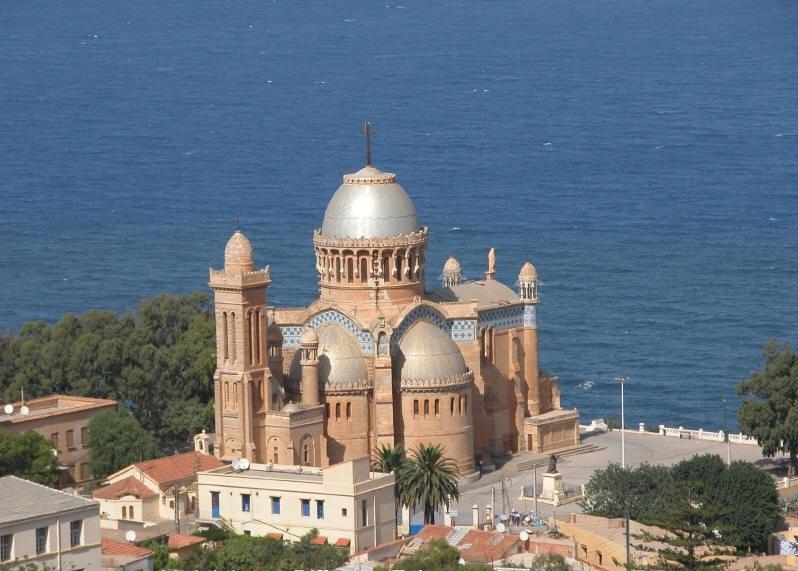
Notre Dame d'Afrique, construïda pels colons europeus el 1872

- La Casbah (d’Al Qasbah, la Ciutadella), 1r Districte d'Alger: anomenat Al-Djazaïr Al Mahroussa (Alger ben cuitat), està fundada sobre les ruïnes de l'antic Icosium. És una petita ciutat de pintoresques vies tortuoses construïda sobre un turó i que baixa cap al mar, dividida en dos trams: la Ciutat Alta i la Ciutat Baixa. Inclou edificis del segle xviii: Mesquita Ketchaoua (reconstruïda al segle xviii pel Dey Baba Hassan), Mesquita El Djedid (construïda el 1660, en temps de la regència turca), Mesquita El Kebir (la més antiga de les mesquites, construïda pels almoràvits). Youssef Ibn Tachfin i reconstruït el 1794), la mesquita Ali Bitchin (Raïs, 1623) i Dar Aziza, antigament part del Palau de Jénina.

- Bab El-Oued: Literalment la Porta del riu, el barri popular que s'estén des de la Casbah més enllà de la porta del riu. És el barri estimat i més estimat de la capital. Famós per la seva plaça amb els tres rellotges i pel seu mercat Triplet, també és un barri de tallers i fàbriques.

- Vora el mar: a partir de 1840, els arquitectes Pierre-August Guiauchain i Charles Frédéric Chassériau van dissenyar nous edificis a part de la Casbah, ajuntament, jutjats, edificis, teatre, palau del governador i casino, per formar un elegant passeig vorejat per arcades que és avui el Boulevard Che Guevara (abans el Boulevard de la República).

- Kouba (will daira de Hussein-dey): Kouba és un antic poble que va ser absorbit per l'expansió de la ciutat d'Alger. Kouba es va desenvolupar ràpidament durant l'era colonial francesa i després va continuar creixent a causa de la formidable expansió demogràfica que Alger va veure després de la independència d'Algèria el 1962. Actualment és un barri d'Alger que està format en gran part per cases, vil·les i edificis que no superen els cinc pisos.

- El Harrach, un suburbi d'Alger, es troba a uns 10 km a l'est de la ciutat.

- Les comunes d’Hydra, Ben Aknoun, El-Biar i Bouzareah formen allò que els habitants d'Alger anomenen les Altures d'Alger. Aquestes comunes acullen la majoria de les ambaixades estrangeres d'Alger, de molts ministeris i centres universitaris, fet que la converteix en un dels centres administratius i polítics del país.

- El carrer Didouche Mourad es troba al 3r districte d'Alger. S'estén des de l'oficina de Correus Gran fins a les Altures d'Alger. Travessa sobretot el lloc Audin, la Facultat d'Alger, El Cor Coronat i el Parc de la Llibertat (antigament Galland). Està vorejat per botigues i restaurants intel·ligents al llarg de la major part de la seva longitud. Es considera el cor de la capital.

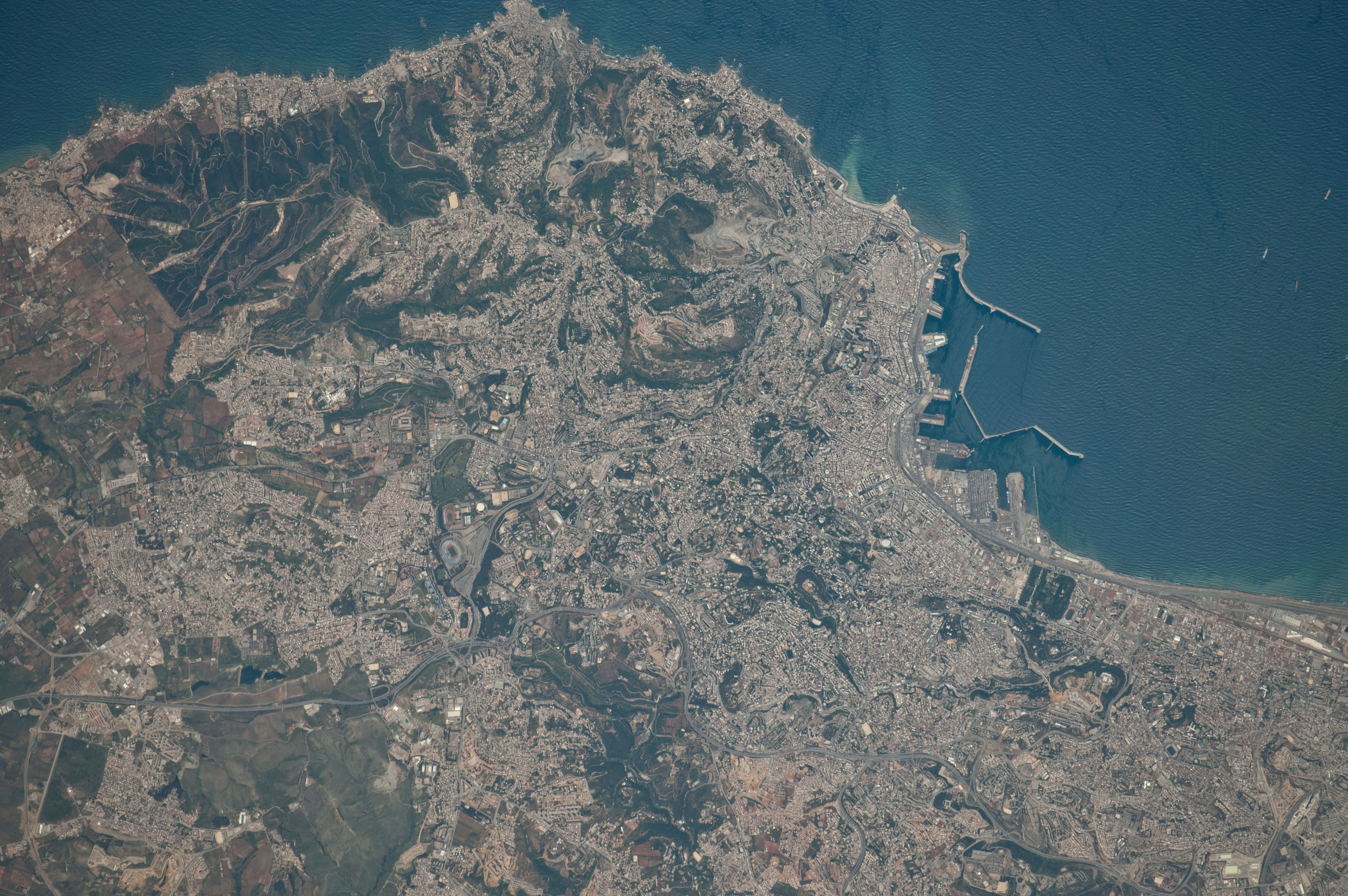
Vista astronàutica d'Alger

### Clima
Alger té un clima mediterrani (classificació climàtica de Köppen Csa). La seva proximitat al mar Mediterrani ajuda a moderar les temperatures de la ciutat. Com a resultat, Alger no sol veure les temperatures extremes que es viuen a l'interior adjacent. Alger, de mitjana, rep uns 600 mm de pluja per any, el gruix de les quals es veu entre octubre i abril. La precipitació és més elevada que en la major part de la costa mediterrània d'Espanya, i semblant a la major part de la costa mediterrània de França, a diferència de l'interior nord-africà de clima semi-àrid o àrid.
La neu és molt rara; el 2012, la ciutat va rebre 100 mm de nevades, la seva primera nevada en vuit anys.

#### Canvi climàtic
Un article de 2019 publicat a PLOS One estimava que sota Representative Concentration Pathway 4.5, un escenari moderat de canvi climàtic on l'escalfament global arriba a ~ 2,5-3 °C el 2100, el clima d'Alger l'any 2050 s'assemblaria més al clima actual de Perth a Austràlia. La temperatura anual augmentaria 2,6°C i la temperatura del mes més càlid en 1,9°C mentre que la temperatura del mes més fred seria de 3,8°C més alt. Segons Climate Action Tracker, la trajectòria d'escalfament actual sembla coherent amb 2,7°C, que coincideix molt amb la Via de concentració representativa (RCP) 4.5.
A més, segons el sisè informe d'avaluació de l'IPCC 2022, Alger és una de les 12 grans ciutats africanes (Abidjan, Alexandria, Alger, Ciutat del Cap, Casablanca, Dakar, Dar es Salaam, Durban, Lagos, Lomé, Luanda i Maputo) que serien els més afectats per la futura pujada del nivell del mar. S'estima que col·lectivament patirien danys acumulats de 65 mil milions de dòlars sota RCP 4,5 i 86,5 mil milions per a l'escenari d'altes emissions RCP 8,5 l'any 2050. A més, RCP 8.5 combinat amb l'impacte hipotètic de la inestabilitat de la capa de gel marina a alts nivells d'escalfament implicaria danys de fins a 137.500 milions de dòlars, mentre que la comptabilització addicional dels esdeveniments de baixa probabilitat i danys alts pot augmentar els riscos agregats a 187 mil milions per al RCP "moderat". 4,5, 206 mil milions per a RCP 8,5 i 397 mil milions sota l'escenari d'inestabilitat de la capa de gel de gamma alta. Com que l'augment del nivell del mar continuaria durant uns 10.000 anys sota tots els escenaris de canvi climàtic, els costos futurs de l'augment del nivell del mar només augmentarien, especialment sense mesures d'adaptació. La Casbah forma part d'una llista dels 10 llocs africans del Patrimoni Mundial més amenaçats per l'augment del nivell del mar.

## Història

### Edat antiga
Segons la llegenda, Alger va ser fundada per l'heroi mític Hèrcules, encara que en realitat era una colònia comercial fenícia anomenada Icosim. L'any 146 aC, va ser annexionada a l'Imperi Romà i va passar a denominar-se Icosium. Al segle v, va ser conquerida pels vàndals i va formar part de l'Imperi Romà d'Orient i, més tard, ja en el segle vii, fou conquerida pels àrabs. A partir del segle v, ja no torna a ser esmentada i estava en ruïnes al segle x.

### Edat mitjana i moderna
La va refundar, al segle x, Bulugguín ibn Ziri amb el nom de Jazàïr Bani Mazghanna del nom d'una tribu amaziga sanhaja que vivia a la zona, i va esdevenir un important port per on passava gran part del comerç mediterrani. A partir del darrer terç segle xiv, va tenir tendència a esdevenir independent sota protecció dels àrabs Thaaliba de la Mitidja; al segle xv, la protecció va tenir com a representant el santó sidi Abd al-Rahman al-Thaalibi, que va esdevenir patró de la ciutat. Al segle xv, hi va arribar una quantitat important de moriscos expulsats de Granada. L'activitat corsària va començar a ser-hi habitual. Els espanyols van conquerir i fortificar el penyal de la ciutat l'any 1510, després d'haver ocupat Orà, ciutat pròxima a Alger, però els habitants, dirigits per Salim al-Tumi, van buscar l'aliança del pirata turc Arudj establert a Djidjeli, que va expulsar els espanyols i es va fer amo de la ciutat. Intents de reconquesta el 1516 i 1518 no van reeixir-hi. Adrujd va morir el 1518 i va ocupar el seu lloc el seu germà Khaïr ad-Din (Barba-rossa), que el 1520 es va replegar a Djidjeli fins al 1525, però en aquest any fou cridat altre cop pels habitants d'Alger i, quatre anys després, va ocupar la fortalesa espanyola construïda sobre el principal dels illots de la badia (25 de maig de 1929); els materials resultants de la demolició de la fortalesa van servir per crear el port d'Alger. Khaïr al-Din s'havia sotmès a l'Imperi Otomà, i va convertir la ciutat en una base corsària dedicada a atacar els vaixells de la regió, i arribà també a les costes catalanes, entre d'altres. Carles V va intentar recuperar la ciutat el 1541 i va arribar a desembarcar-hi, i establí el seu camp al lloc anomenat Kudayt al-Sabun (després Fort de l'Emperador), però la flota que desembarcava fou parcialment destruïda per una tempesta la nit del 24 al 25 d'octubre del 1541 i se'n va haver de retirar.
A la sortida dels espanyols, es va construir el fort de l'Emperador. El 1556, es va construir la kasba (residència dels beys el 1816). Els governadors turcs van residir al palau anomenat Djannina (Petit Jardí), format per l'antic arquebisbat. Els militars turcs, units a dones locals, van originar els kulughlis. La ciutat tenia població jueva (4.000 el 1830). L'activitat corsària va provocar atacs espanyols el 1567, 1775 i 1783, i d'altres estats, com els danesos (1770), França (1661,1682, 1683 i 1688) i Anglaterra (1622, 1655, 1672, 1816 i 1825).

### Edat contemporània
El 14 de juny del 1830, van desembarcar a la ciutat els francesos i, el 4 de juliol, van ocupar la seu del govern. França va dir que es tractava d'una ocupació temporal, però el cert és que la colònia algeriana va durar més de 132 anys, fins a la seva independència l'any 1962. Durant aquests anys, es va produir una important migració de gent dels Països Catalans cap a Algèria, sobretot d'alacantins (que es van situar a la regió d'Orà) i rossellonesos i menorquins (situats a la regió d'Alger). Aquests catalans van conservar la seva llengua durant diverses generacions i hi van desenvolupar el dialecte patuet. Així, el pujol on es troba la facultat d'Alger al carrer Didux Murad, exrue Michelet, era anomenat «es camp des naps» pels pescadors menorquins instal·lats a Fort de l'Eau (anècdota recollida al llibre Alger, de Louis Bertrand), i la plaça dels Màrtirs, explace du Gouvernement «la plaça del cavall» a causa de l'estàtua del duc d'Orléans, que ara es troba davant de l'ajuntament de Neuilly als afores de París.
Durant la Segona Guerra Mundial, i després del desembarcament aliat al nord d'Àfrica del 8 de novembre de 1942, Alger va esdevenir capital provisional de França (fins al 1944), hi va tenir un paper principal, ja que fou el quarter general de Charles de Gaulle fins al final de la guerra. Posteriorment, el socialisme revolucionari va tenir un fort impacte a l'estat. Durant la lluita per la independència contra França (1954-1962), va ser l'escenari d'importants enfrontaments. D'acord amb la història oficial algeriana, hi va haver un milió de morts a mans de l'exèrcit francès i del Front Nacional d'Alliberament Algerià. L'any 1959 (abril), la vila fou dividida en arrondissements i les comunes de la rodalia van formar la municipalitat única del Gran Alger. L'any 1962, es va proclamar Alger capital de l'Algèria independent. Després de la guerra d'independència, es va produir un èxode de la població europea o pied-noir; la ciutat ha crescut massivament, i es calcula que ara té uns 3 milions d'habitants, és a dir, un 10% de la població de l'estat.
Va ser escenari d'atemptats en la guerra civil entre el govern i els dos fronts islàmics, el GIA i el FIS.

## Altres dades d'interès
Les temperatures hi solen variar entre els 18º i els 24º a l'hivern i entre els 25º i els 32º a l'estiu, estació que acostuma a ser extremadament seca i calorosa.
Hi ha una pel·lícula d'aventures sobre un lladre de joies amb el nom de la ciutat, rodada l'any 1938 i dirigida per John Cromwell.
Els fets succeïts durant la guerra d'independència són narrats, en un estil semidocumental i sense concessions, en la pel·lícula La batalla d'Alger (1965) de Gilo Pontecorvo, que va obtenir un Lleó d'Or al Festival de Venècia de 1966, tema que tracta La presonera d'Alger, novel·la de Joan-Daniel Bezsonoff.
Hi ha també una comunitat anomenada Alger en una part de la ciutat de Nova Orleans, la més important de l'estat de Louisiana dels EUA.